# 洪堡資訊館
52°31′4.3″N 13°24′1.5″E / 52.517861°N 13.400417°E
洪堡資訊館（德語：Humboldt-Box）是位於德國柏林市中心宮廷廣場的一座博物館，是洪堡博物館的臨時展覽空間及觀景平台。洪堡資訊館共有五層，高28（92英尺），面積3,000平方（32,000平方英尺），在2011年6月29日開幕。

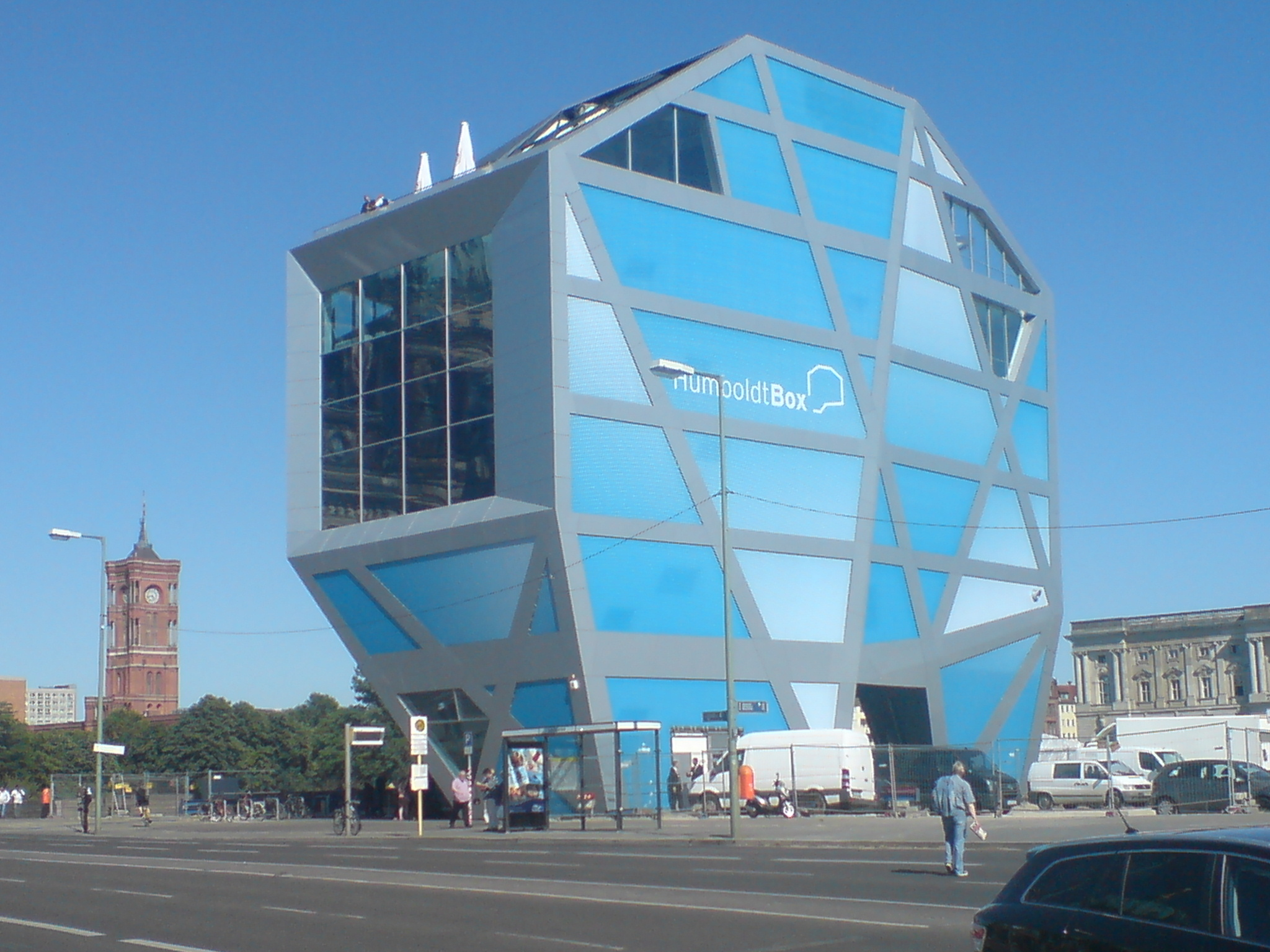
洪堡資訊館 (2011年)

## 外部連結
- Humboldt Box official website
- KSV Krüger Schuberth Vandreike Project architects' website
- Das temporäre Wahrzeichen Berlins （页面存档备份，存于） Megaposter （德文）